# Астрономічний огляд

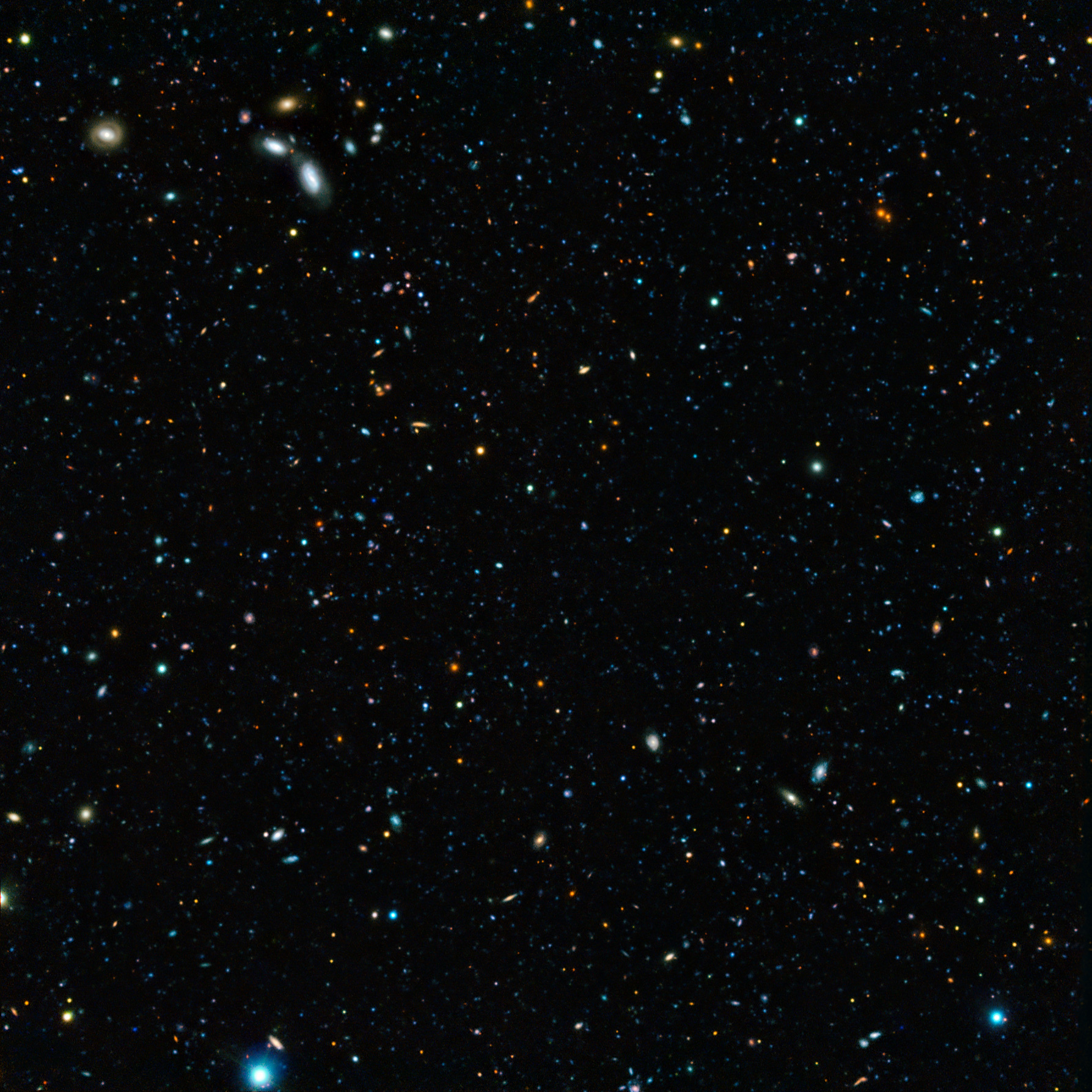
Зведене зображення поля GOODS-South, створене в процесі глибокого огляду з використанням двох із чотирьох гігантських 8,2-метрових телескопів, які входять до складу Дуже великого телескопа Європейської південної обсерваторії.

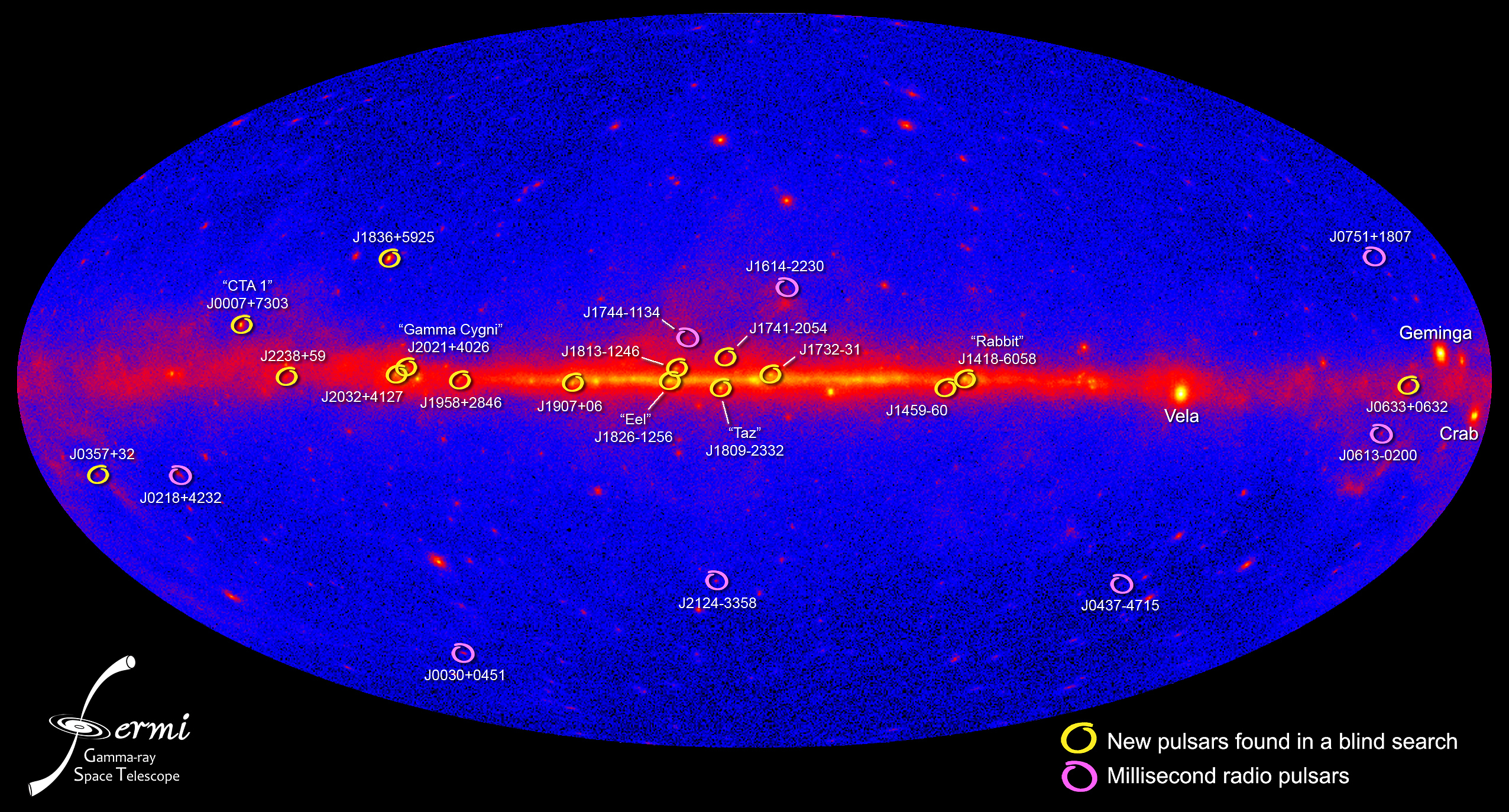
Гамма-пульсари, виявлені космічним гамма-телескопом Фермі

Астрономічний огляд — це загальна карта або фотографія, на якій зображено не конкретний об'єкт, а певна ділянка неба або все небо. Астрономічний огляд може також передбачати створення низки зображень, спектрів або інших спостережень космічних об'єктів, які мають певні спільні особливості.
Оскільки можливості астрономічних інструментів обмежені, дослідження зазвичай здійснюються в якійсь одній смузі електромагнітного спектра. За допомогою кількох детекторів, кожен із яких чутливий до певної смуги частот, можна також проводити дослідження в широкому діапазоні хвиль.
Зйомки, як правило, виконуються в рамках створення астрономічного каталогу або для фіксації астрономічних транзитів. Для зйомки часто використовують телескопи-астрографи із широким полем огляду.

## Наукова цінність
Огляди неба, на відміну від цілеспрямованого спостереження за конкретним об'єктом, дають астрономам змогу каталогізувати небесні об'єкти та виконувати їх статистичний аналіз без складних поправок на селективне упередження. У деяких випадках астрономи, які цікавиться певним космічним об'єктом, виявляють, що витрачати дорогий час спостережень за допомогою телескопа немає сенсу, оскільки зображень, знятих під у процесі огляду, достатньо.
Крім того, огляди допомагають астрономам вибирати цілі для докладнішого дослідження за допомогою потужніших телескопів. Якщо попередні спостереження підтверджують певну гіпотезу, комітет із планування часу роботи телескопа, найімовірніше, схвалить нові, детальніші спостереження для її перевірки.
Оскільки оглядів багато, вони є ідеальним засобом для пошуку рухомих об'єктів, зокрема астероїдів і комет. Зображення, зроблені раніше, можна порівняти із зображеннями, знятими в рамках огляду, і виявити зміни, які відбулися за час, що минув. Раніше такі задачі виконувалися вручну: наприклад, шляхом порівняння фотографій тієї самої ділянки неба, знятої в інтервалом кілька тижнів, на спеціальному приладі, який давав змогу їх порівнювати (блінк-компаратора), було відкрито Плутон. Нини цю задачу можна вирішувати в автоматичному режимі, доручивши її спеціальним програмам аналізу зображень.
Окрім розв'язання наукових задач, астрономічні огляди допомагають виявляти потенційно небезпечні космічні об'єкти. Подібним чином можна порівнювати зображення того самого об'єкта, зроблені в рамках різних оглядів, і досліджувати зміни, які з ними відбуваються, — наприклад, для дослідження змінних зір.

## Перелік оглядів неба

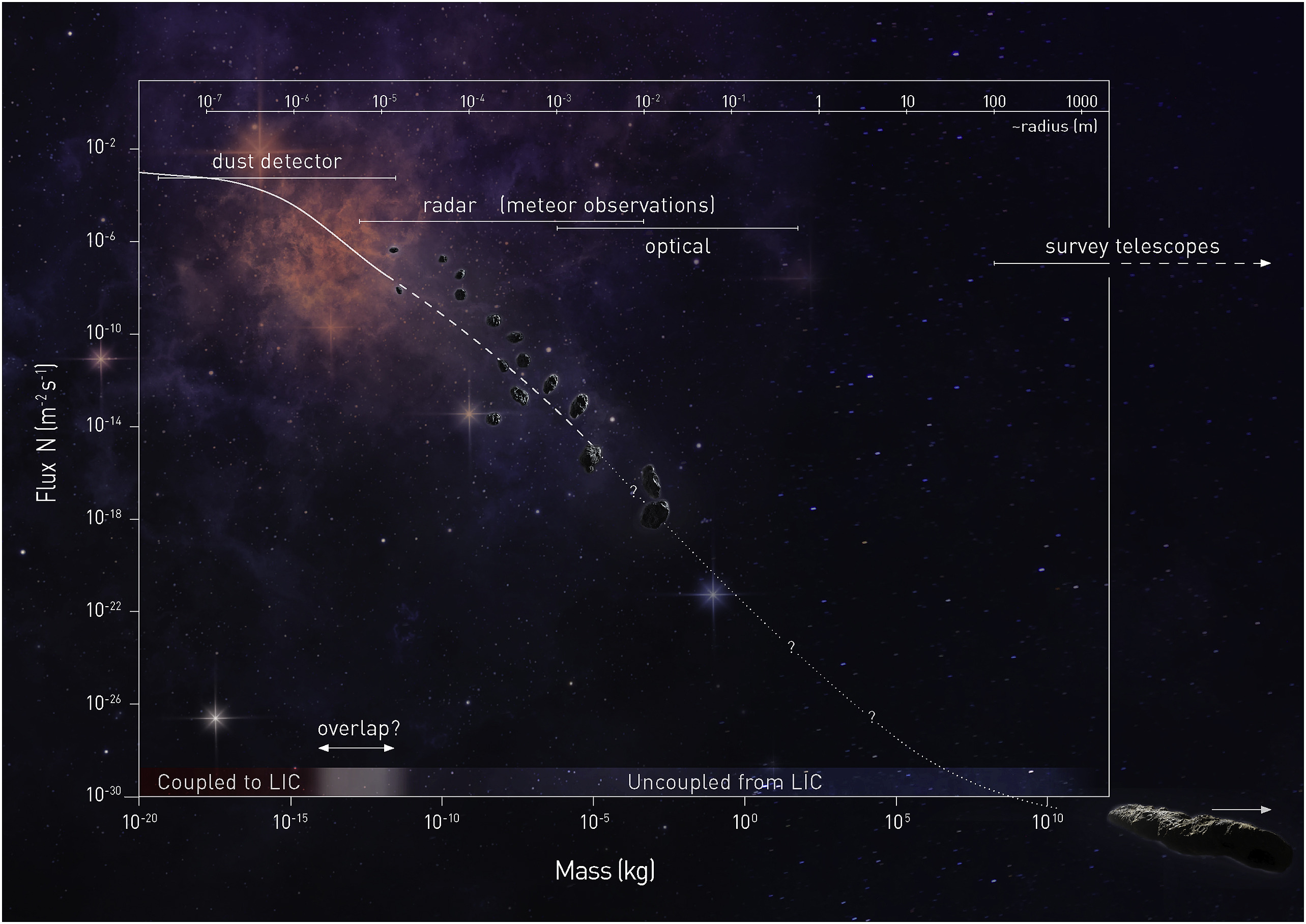
Спектр типів спостережень об'єктів Сонячної системи.

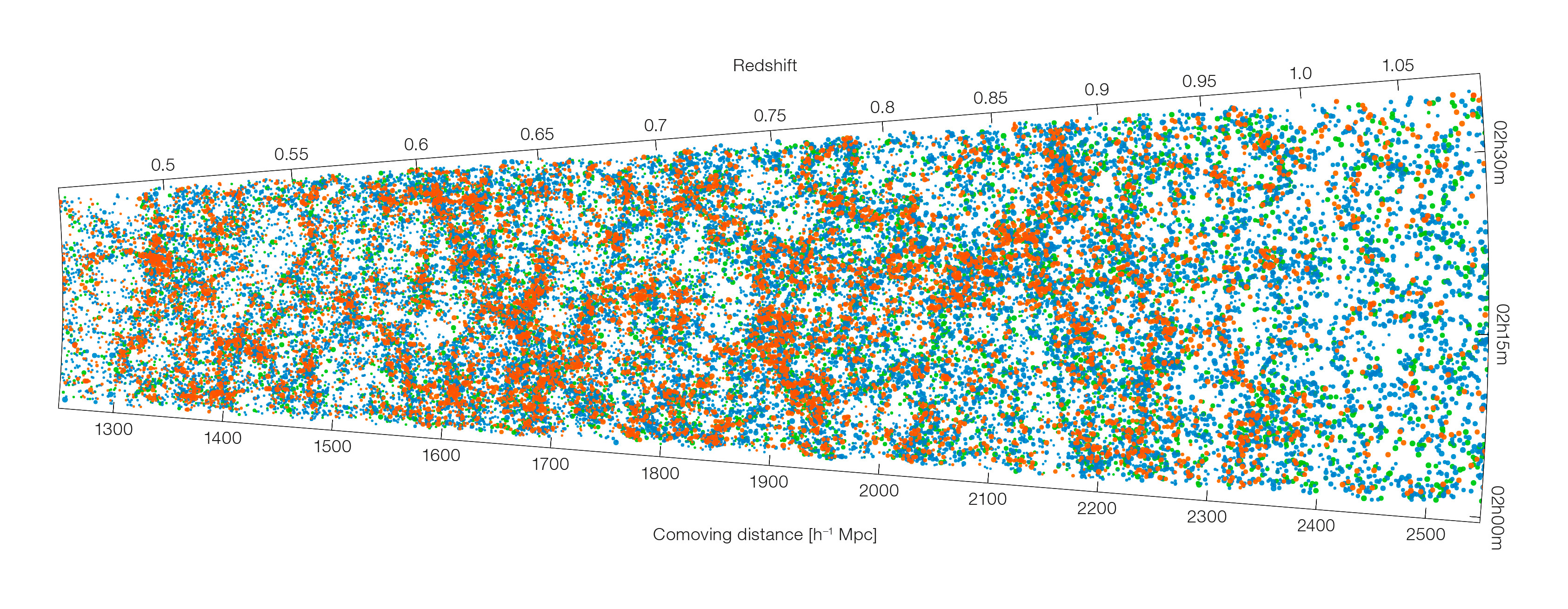
Положення в просторі лише деяких галактик, визначених оглядом VIPERS.

### Оптичні
- Гіппарх створив перший відомий зоряний каталог, який містив понад 850 зір. Дані були включені в Альмагест разом із першим списком зоряних величин. Це був основний астрономічний довідник до 190—120 рр. до н. е.
- Боннський огляд (BD) — астрометричний каталог зір усього неба, 1859—1903 рр.
- Астрографічний каталог (Carte du Ciel) — міжнародний астрономічний огляд усього неба. Зйомку проводили 18 обсерваторій із використанням понад 22 тис. фотопластинок. Результати були основою порівняння для всіх наступних досліджень, 1887—1975 рр.
- Каталог Генрі Дрейпера — спектральні класифікації на основі фотопластинок, 1918—1924 рр., доповнено в 1925—1936 рр.
- Каталінський огляд неба — астрономічний огляд для виявлення комет і астероїдів.
- Археологічний огляд Pan-Andromeda[en] (PAndAS).
- Паломарський атлас (NGS–POSS) — огляд неба північної півкулі за допомогою фотопластинок, 1948—1958 рр.
- Огляд Астрофізичного центру для дослідження червоного зсуву (CfA Redshift Survey) — програма Гарвард-Смітсонівського астрофізичного центру. Тривав з 1977 по 1982 рік, потім з 1985 по 1995 рік.
- Цифровий огляд неба[en] (Digitized Sky Survey) — огляд всього неба в оптичному діапазоні, здійснений з оцифрованих фотопластинок, 1994 р.
- Огляд 2dF Galaxy Redshift Survey (2dfGRS) — огляд червоного зсуву, проведений Англо-Австралійською обсерваторією між 1997 і 2002 роками.
- Слоанівський цифровий огляд неба (SDSS) — оптичне та спектроскопічне дослідження, 2000—2006 рр. (перший прохід).
- Огляд Photopic Sky Survey — дослідження із 37 440 окремими експозиціями, 2010—2011 рр.[3][4]
- Огляд для дослідження червоного зсуву DEEP2 Redshift Survey (DEEP2) — в Обсерваторії Кека вимірювався червоний зсув 50 000 галактик.
- Огляд для дослідження червоного зсуву VIMOS-VLT Deep Survey (VVDS) — франко-італійське дослідження з використанням Дуже великого телескопа в обсерваторії Паранал.
- Огляд Calar Alto Legacy Integral Field Area Survey (PDSSS).
- Дослідження темної енергії WiggleZ (WiggleZ Dark Energy Survey)[5] (2006—2011) здійснювалося на Австралійській астрономічній обсерваторії.
- Дослідження темної енергії (DES)[6] — це дослідження приблизно однієї десятої частини неба, здійснене в пошуках відомостей щодо характеристик темної енергії.
- Огляд Calar Alto Legacy Integral Field Area Survey (CALIFA) — спектроскопічний огляд галактик.
- Огляд SAGES Legacy Unifying Globulars and GalaxieS Survey (SLUGGS)[7] — спектрофотометричний огляд у ближньому інфрачервоному діапазоні 25 найближчих еліптичних галактик (2014).
- Огляд Large Sky Area Multi-Object Fibre Spectroscopic Telescope (LAMOST)[8] — спектроскопічний огляд позагалактичних і зоряних об'єктів.
- IPHAS і VPHAS+ — огляди галактичного балджу та внутрішнього диска за допомогою Телескопа Ісаака Ньютона (північ) і Оглядового телескопа ДВТ (південь) у діапазонах u, g, r, Hα та i, 2003 — донині.
- Pan-STARRS — ширококутна система дослідження для пошуку перехідних і змінних джерел, 2010 — донині.
- Оптичний експеримент з гравітаційного лінзування (OGLE) — широкомасштабне дослідження мінливості неба (у діапазонах I та V), 1992 — донині.
- DESI Legacy Imaging Surveys (Legacy Surveys) — велике дослідження позагалактичного неба в трьох смугах, яке охоплює третину неба, 2013 — донині.
- GSNST — Глобальна група пошуку наднових — у серпні 2018 року розпочато дослідження всього неба для пошуку астрономічних транзиентів.
- Каталоги Gaia[en], які містять понад мільярд відстаней, виміряних за допомогою паралаксу.
- Zwicky Transient Facility (ZTF) — ширококутний астрономічний огляд північного перехідного неба, з 2018 року — донині.

### Інфрачервоні
- Інфрачервоний астрономічний супутник (IRAS) провів огляд всього неба на довжинах хвиль 12, 25, 60 і 100 мкм, 1983.
- Огляд 2MASS — наземна зйомка всього неба в діапазонах J, H і Ks (довжини хвиль 1,25, 1,65 і 2,17 мкм) 1997—2001 рр.
- Японський супутник Akari (Astro-F) середнього та далекого інфрачервоного діапазону для огляду всього неба, 2006—2008 рр.
- Інфрачервоний орбітальний телескоп WISE був запущений у грудні 2009 року з метою здійснити огляд 99 % неба на довжинах хвиль 3,3, 4,7, 12 і 23 мкм. Телескоп більш ніж у тисячу разів чутливіший за попередні інфрачервоні дослідження. Початкова фаза дослідження, яка передбачала отримання зображення кожної ділянки неба щонайменше вісім разів, було завершено до липня 2010 року.
- Зйомка глибокого неба в інфрачервоному діапазоні (UKIRT Infrared Deep Sky Survey — UKIDSS) — низка наземних досліджень північної півкулі (GPS, GCS, LAS, DXS, UDS) з використанням камери WFCAM на UKIRT, деякі широкі, інші дуже глибокі, у смугах Z, Y, J, H та K 2005 — донині.
- Дослідження за допомогою Телескопа для астрономічних спостережень у видимому та інфрачервоному діапазонах — низка наземних досліджень у південній півкулі (VVV, VMC, VHS, VIKING, VIDEO, UltraVISTA), різних зон і на різні глибини, у діапазонах Z, Y, J, H і Ks, 2009 — донині.
- Огляд усього неба SCUBA-2.

### У радіодіапазоні
- Третій Кембриджський каталог радіоджерел[en] (3C) — огляд на частотах 159 і 178 МГц, опублікований у 1959 році.
- HIPASS — огляд у радіодіапазоні, перший сліпий огляд радіовипромінювання атомарного водню на хвилі 21 см, який охоплює все південне небо, 1997—2002 рр.
- Огайський огляд неба — понад 19 000 радіоджерел на частоті 1415 МГц, 1965—1973 рр.
- NVSS — огляд на частоті 1,4 ГГц, який зафіксував небо на північ від 40° пд. ш.
- Огляд слабких радіоджерел на хвилі довжиною 20 см (FIRST) — огляд для виявлення слабких радіоджерел на хвилях довжиною 20 сантиметрів[9].
- SUMSS — огляд на частоті 843 МГц для дослідження неба на південь від 30° пд. ш. з чутливістю та роздільною здатністю, подібними до відповідного північного огляду NVSS[10].
- Огляд PALFA — огляд радіопульсарів на частоті 1,4 ГГц в обсерваторії Аресібо. На сьогодні це найбільше і найчутливіше дослідження галактичної площини.
- GALEX Arecibo SDSS Survey (GASS)[11] — огляд з метою виміряти вміст нейтрального водню в репрезентативній вибірці з прибл. 1000 масивних галактик.
- C-BASS — поточний огляд усього неба на частоті 5 ГГц з метою допомогти видалити галактичний фон з карт космічного мікрохвильового фону.
- EMU — велике дослідження радіоконтинууму, що охоплює 3/4 неба, за допомогою якого очікується відкриття близько 70 мільйонів галактик.
- Гігантський радіотелескоп метрових хвиль (GMRT) — склав карту випромінювання неба на частоті 150 МГц.
- HTRU — дослідження пульсарів і радіоперехідних процесів північного і південного неба за допомогою радіотелескопа Паркса і Еффельсберзького радіотелескопа.

### Гамма-випромінювання
- Космічний гамма-телескоп Фермі, який раніше називався «Великий космічний гамма-телескоп» (GLAST). 2008 — донині. цільовий термін служби телескопа — 10 років.

### Багатохвильові опитування
- GAMA — огляд Galaxy And Mass Assembly[12] поєднує дані низки наземних і космічних обсерваторій разом із даними великого огляду червоного зсуву, здійсненого на Англо-Австралійському телескопі. Отриманий набір даних має стати вичерпним ресурсом для вивчення фізики населення галактик і базових масових структур у недавньому Всесвіті[13].
- GOODS — глибоке дослідження утворення й еволюції галактик за допомогою Великих обсерваторій.
- COSMOS — дослідження космічної еволюції.
- CANDELS — комбінований огляд наявних даних щодо глибокого позагалактичного простору в ближньому інфрачервоному діапазоні.

В останніх трьох дослідженнях дані спостережень, отримані за допомогою космічного телескопа Габбл, космічного телескопа Спітцер, рентгенівської обсерваторії Чандра та супутника XMM-Newton, поєднані з великим набором даних, отриманих за допомогою наземних телескопів.
- Atlas 3d Survey — вибірка з 260 галактик для проєкту Astrophysics[14].

### Плановані
- Великий синоптичний оглядовий телескоп — пропонований дуже великий телескоп, призначений для багаторазового огляду всього неба, видимого з місця розташування.
- Огляд Widefield ASKAP L-Band Legacy All-Sky Blind Survey (WALLABY).

### Огляди Магелланових Хмар
- Каталоги емісійних зір туманностей у Магелланових Хмарах H-α і — опубліковано в 1956 році (Astrophys. J. Suppl., 2, 315).
- MCELS (дослідження емісійних ліній у Магелланових Хмарах).
- Фотометричний огляд Магелланових Хмар — UBVI (оптичний).
- Глибокий огляд у ближньому інфрачервоному діапазоні (DENIS).